# Relativity
Relativity est une série télévisée américaine en 17 épisodes de 44 minutes, créée par Jason Katims et diffusée entre le 24 septembre 1996 et le 14 avril 1997 sur le réseau ABC.
En France, la série a été diffusée en 1997 sur Série Club puis sur M6 à partir du 30 juin 1997.

## Synopsis
Isabel et Leo, tous deux originaires de Los Angeles, se rencontrent à Rome et tombent amoureux l'un de l'autre. Alors que Leo est libre, Isabel doit prochainement épouser Everett. Elle décide donc de regagner Los Angeles afin d'y retrouver les siens mais découvre peu à peu que Leo est l'homme de sa vie.

## Distribution
- Kimberly Williams (VF : Véronique Volta) : Isabel Lukens
- David Conrad (VF : Lionel Melet) : Leo Roth
- Cliff De Young (VF : Bernard Lanneau) : David Lukens
- Jane Adams (VF : Marie-Frédérique Habert) : Karen Lukens
- Lisa Edelstein (VF : Dominique Chauby) : Rhonda Roth
- Adam Goldberg (VF : Olivier Korol) : Doug Kroll
- Devon Gummersall (VF : Cédric Dumond) : Jake Roth
- Robert Katims (VF : Pierre Baton) : Hal Roth
- Poppy Montgomery (VF : Kelvine Dumour) : Jennifer Lukens
- Richard Schiff (VF : Patrick Messe) : Barry Roth
- Mary Ellen Trainor (VF : Régine Blaëss) : Eve Lukens
- Randall Batinkoff (VF : Denis Laustriat) : Everett (6 épisodes)

 Source et légende : version française (VF) sur RS Doublage

## Épisodes
1. Pilote (Pilot)
2. Une dernière chose (Just One More Thing)
3. Premières impressions (First Impressions)
4. En souvenir de Judith (The Unveiling)
5. Déménagement (Moving In)
6. Histoires de pères (Fathers)
7. Tensions et frictions (No Job Too Small)
8. Jake est embauché (Jake Gets a Job)
9. Jalousie (Jealousy)
10. Une femme exemplaire (Role Model)
11. Réveillon d'enfer (Unsilent Night)
12. Bonne année ! (New Year's Eve)
13. Le Jour où la Terre a tremblé (The Day the Earth Moved)
14. Heures supplémentaires (Billable Hours)
15. Karen et ses sœurs (Karen and Her Sisters)
16. La Saint-Valentin (Valentine's Day)
17. Cœur battant (Hearts and Bones)